# 千葉県文書館
千葉県文書館（ちばけんぶんしょかん）は、千葉県の設置する公文書館である。1988年（昭和63年）6月15日に開館した。
千葉県文書館設置管理条例（昭和62年千葉県条例第31号）では、「公文書、古文書その他の歴史的な資料（以下「文書等」という。）の散逸及び消滅を防止し、これを後世に継承するとともにその活用を図り、もつて県民の郷土に対する理解を深めるため、及び県の行政に関する情報を県民に提供し、もつて県民の県政に対する関心にこたえるとともに県民の利便に資する」施設と規定されている。
1階には展示室が置かれており、展示室では収蔵文書を中心とした常設展・企画展を行っている。2階には行政資料販売コーナーが置かれている。

## サービス
開館時間
月 - 土：9時 - 17時（2階行政資料販売コーナーは16時30分まで）
休館日
- 日曜日、祝日
- 年末・年始（12月29日 - 1月3日）
- 館内整理日（毎月末、月末が土曜日・日曜日の場合は月末に最も近い平日）
- 特別整理期間（春・秋各10日間程度）

### 所在地
- 千葉都市モノレール1号線県庁前駅より徒歩3分
- JR外房線・内房線本千葉駅より徒歩10分
- 京成千葉線・千原線千葉中央駅より徒歩10分
- JR千葉駅より徒歩20分
- バス停「県庁前」下車、徒歩3分

千葉県庁とは都川をはさんで近接している。

## 収蔵資料
古文書
千葉県内から寄贈・寄託された古文書。2025年3月31日現在、389件・約608,000点を所蔵し、整理の終了した約377,000点を公開している。また、館外に所在する貴重史料をマイクロフィルム化して所蔵している。
県史収集複製資料
千葉県史編さん事業（1991年度 - 2008年度）のために財団法人千葉県史料研究財団が収集した複製資料群。2025年3月31日現在、整理の終了した約179,000点を公開。
千葉県の公文書
県の各機関（公安委員会・警察本部を除く）が作成した行政文書のうち、歴史的公文書として文書館に移管されたもの。『千葉県神社明細帳』『千葉県寺院明細帳』『旧源村役場文書』『耕地課文書』などを所蔵している。
行政資料・公表情報
県で発行した行政資料（計画書・統計資料・報告書・ポスター・パンフレット・公表資料等）、国・他の地方公共団体などが作成した印刷物など。2025年3月31日現在、約118,000件。
点字資料等
映像資料
千葉県の広報映画など。

## 沿革

### 開館まで
1950年（昭和25年）、千葉県は県史の編纂事業を企画し、史料編『千葉県史料』の編纂を開始した（1990年度までに通史『千葉県史』2巻と『千葉県史料』33巻を刊行）。1966年（昭和41年）、当初の編纂計画がほぼ終了した段階で、知事から千葉県史編纂審議会に対して今後の編纂計画に関する諮問がなされた。これに対する答申の中で「史料の収集、整理、保管のために機関設置の必要がある」とされたのが、千葉県文書館設立の発端とされる。
1972年（昭和47年）4月、文書保存施設建設のための調査費が計上され、同年6月28日、「千葉県総合文書資料館建設調査委員会」が発足した。委員長には県総務部長の沼田武（のち県知事）が就任した。
1973年（昭和48年）2月27日には「千葉県立文書館基本構想」が決済を受け、4月13日には千葉県総合文書資料館建設調査委員会が千葉県立文書館建設調査委員会と改称した。6月5日には建築用地が千葉市都町1-4に内定、1974年（昭和49年）3月には建築設計が完了した。ところが、1973年に起こった石油ショックのため、事業はいったん中断された。
1983年（昭和58年）6月6日、沼田武千葉県知事が、文書館設置の再検討を求めた。この際、知事は、建物については旧構想にこだわらないこと、県庁舎の近くに設置することを求めている。建設予定地については知事の提案により、旧千葉中央警察署跡地を利用することが決定された。9月24日、検討結果報告書がまとめられた。1984年（昭和59）4月1日、千葉県立文書館建設調査委員会が再発足、11月9日、文書館基本計画が決定された。呼称については「文化資料館」を推す意見もあったが、親しめる施設をめざすという観点から「文書館（ぶんしょかん）」の呼称で決定された。
設計者選定にあたっては、千葉県の事業としては初めてプロポーザル方式が導入され、建物本体については梶建築設計事務所、1階情報提供展示コーナー（情報広場）については丹青社が選定された。なお、丹青社の設計は、1988年の日本ディスプレイデザイン協会の奨励賞を受賞している。
1986年（昭和61年）8月9日に特殊基礎（杭打ち）工事が着工され、10月16日から本体工事が着工された。
1987年（昭和62年）12月21日に千葉県文書館設置管理条例、1988年（昭和63年）4月1日に千葉県文書館管理運営規則がそれぞれ公布され、ともに1988年6月15日より施行された。
1988年6月15日、開館。公文書館法施行（1988年6月1日）後、最初に開館した公文書館である。

### 開館後
1991年（平成3年）、新しい千葉県史（『千葉県の歴史』全51巻）の編纂が開始された。1995年（平成7年）からは刊行が始まり、2009年（平成21年）3月末で事業は終了した。
2015年（平成27年）9月25日から12月19日まで、初の他館との共催展示として、宮内庁宮内公文書館との共催展「皇室がふれた千葉×千葉がふれた皇室」を開催した。
2016年（平成28年）、収蔵する公文書を大量破棄していたことが明らかとなり、その後、破棄対象でない公文書を誤って破棄していたことが判明し、2017年（平成29年）4月、千葉県と文書館は誤りを認め公式に謝罪した。
2017年（平成29年）、利用者数が100万人を突破した。
2018年（平成30年）8月、公文書の誤破棄問題を受け、史料選別の第三者によるチェックとして歴史公文書判定アドバイザー制度を導入した。
2019年（令和元年）8月、千葉県と千葉県教育委員会は「新千葉県立図書館等複合施設基本計画」を策定、千葉県立図書館3館の機能を集約するとともに、県立図書館と県文書館を複合施設化した新施設を県立青葉の森公園に建設する計画を発表した。

## 収蔵公文書破棄問題
2016年10月下旬、千葉県文書館の収蔵資料数が2015年度中に大幅に減少していることが、文書館が毎年発行している『事業概要』を見た研究者たちの指摘によって明らかとなった。このことを問題視した日本アーカイブズ学会は、同学会は11月8日付で、千葉県知事、千葉県総務部政策法務課長、千葉県文書館館長の3者に対して公開質問状を提出した。その後の千葉県からの回答や情報公開請求などによって明らかになったところによれば、2015年3月31日の時点で142,375冊あった収蔵公文書のうち、2016年3月31日までに13,039冊が減少し、うち10,177冊が破棄、2,862冊が千葉県政策法務課の書庫に移管されていた。
公文書等の管理に関する法律が2011年4月に施行されたことにともない、「千葉県行政文書管理規則」及び「千葉県行政文書管理規則の運用について」が改正され、2015年4月1日より施行された。それまでは文書保存期間に「長期」（事実上の永久保存）という区分があったが、このときに廃止され、保存期間は最長で30年となり、保存期間を過ぎた文書については保存期間満了時に選別を受け、歴史公文書と判定されたものは文書館に移管、現用文書と判定されたものは保存期間延長、それ以外は破棄、ということになった。ところが、このルールが、すでに文書館に収蔵され閲覧請求の対象となっていた公文書にも遡及して適用され、公文書の再評価・選別が行われたために、多数の破棄文書が生じたのである。
さらに、日本アーカイブス学会による調査で、選別が適切に行われていない実態が明らかとなった。たとえば、千葉県の歴史・文化・学術・事件などに関する重要な情報が記録された文書は歴史公文書とする規定があるにもかかわらず、1973年（昭和48年）の第28回国民体育大会（若潮国体）に関係する公文書が破棄されていた。また、1952年度（昭和27年度）までに作成・取得された文書はすべて歴史公文書とする規定があるにもかかわらず、それ以前に作成された公文書91冊が廃棄されたほか、遺族台帳や戦没者名簿、引揚関係書類など、戦争に関する公文書等が約500冊廃棄されていた。政策法務課に移管された文書にも、明治期に遡る人事記録など、現用文書と言い難いものが含まれていた。
2017年2月21日付で、アーカイブズ学・考古学・歴史学関係14団体が連名で、「千葉県文書館収蔵公文書の不適切な大量廃棄・移動の停止を求める要望書」を千葉県知事に提出した。3月27日、県・学界双方の合意による懇談会が開かれ、この席で、1人しかいない公文書担当の専門職が2015年度には他部署に出向しており、専門職不在の中で評価・選別が行われていたことや、1952年以前の公文書の破棄を文書館長が把握していなかったことなど、ずさんな実態が明らかとなった。
2017年4月7日、文書館長と県政策法務課長が緊急記者会見を開き、県の事務に瑕疵があったことを認め、公式に謝罪した。文書館では再発防止のため、マニュアルの作成と制度整備を進めるとともに、2018年8月、史料選別に対する第三者によるチェック機能として、「歴史公文書判定アドバイザー制度」を制定・施行した。